# Ulf Ekberg
Ulf Gunnar Ekberg, noto anche con lo pseudonimo di Buddha (Göteborg, 6 dicembre 1970), è un tastierista e cantante svedese.

## Biografia
Dal 1987 fa parte del gruppo pop Ace of Base. Prima di fondare la band ha fatto parte dei Commit Suiside.